# Chrysops inflaticornis
Chrysops inflaticornis är en tvåvingeart som beskrevs av Austen 1910. Chrysops inflaticornis ingår i släktet Chrysops och familjen bromsar. Inga underarter finns listade i Catalogue of Life.